# Jhor Mahankal
Jhor Mahankal es un pueblo ubicado en el distrito de Katmandú, provincia de Bagmati, Nepal.

## Superficie
Cuenta con una superficie de 6,2 kilómetros cuadrados.

## Demografía
Datos hasta 2015
- Población: 7320 habitantes.[1]
- Densidad de población: 1,188 habitantes por kilómetro cuadrado.[1]
- Población masculina: 3587 (49%).[1]
- Población femenina: 3733 (51%).[1]